# Drona (film)
Pour plus de détails, voir Fiche technique et Distribution.
Drona est un film indien réalisé par Goldie Behl, sorti en 2008. 
Le film met en vedette Abhishek Bachchan, Priyanka Chopra, Jaya Bachchan et Kay Kay Menon. C'est le plus gros désastre commercial de l'année

## Synopsis
Aditya est un jeune homme qui découvre qu'il est le dernier d'une prestigieuse lignée de souverains. Il décide alors d'assumer son héritage et de défendre son royaume.

## Fiche technique
- Titre : Drona
- Réalisateur : Goldie Behl
- Scénario : Joydeep Sarkar et Rohini Killough
- Musique : Dhruv Ghanekar
- Parolier : Vaibhav Modi
- Direction artistique : Tania R Behl
- Costumes : Gaviin Miguel et Anahita Shroff Adajania
- Photographie : Sameer Arya
- Montage : Shyam Salgaonkar
- Cascades et combats : Sham Kaushal et Tom Delmar
- Effets spéciaux : David Bush et Arjun Mitra
- Production : Sunil A. Lulla et Shrishti Arya
- Langue : hindi
- Pays d'origine : Inde
- Date de sortie : 2 octobre 2008
- Format : Couleurs
- Genre : film d'action, fantasy

## Distribution
- Abhishek Bachchan : Aditya/Drona
- Priyanka Chopra : Sonia
- Kay Kay Menon : Riz Raizada
- Jaya Bachchan : Reine Jayati
- Akhilendra Mishra
- Master Veer Arya : fils d'Aditya
- Navneet Nishan
- Vinay Jain
- Karan Mehra
- Joyoshree Arora